# Ardaris
Ardaris ist eine Gattung von Schmetterlingen aus der Familie Hesperiidae. Sie beinhaltet zwei endemische Arten, die in den Cordillera de Mérida in Venezuela beheimatet sind.

## Merkmale
Die beiden Arten der Gattung Ardaris, von denen Ardaris hantra lange für eine Unterart von Ardaris eximia gehalten wurde, sind von der Flügelzeichnung her sehr ähnlich. Auf den dunkelbraunen Vorderflügeln besitzen sie eine Reihe von weißen Flecken, die sich von der Flügelspitze fast parallel vom Außenrand bis zur Mitte des Innenrandes der Flügel hinzieht. Ein weiterer weißer Fleck befindet sich an der Diskoidalader der Vorderflügel. Die Hinterflügel sind oberseits dunkelbraun mit orangen Flecken, unterseits überwiegt der Orangeanteil. Ähnlich wie die Reihe der weißen Flecken der Vorderflügel durchzieht ein dunkelbraunes Band die orangen Flächen auf den Hinterflügeln, ebenfalls parallel zum Außenrand, bis in die Mitte des inneren Flügelrands.
Die Gattung ist kaum mit anderen Gattungen der Hesperiidae zu verwechseln, Ähnlichkeiten bestehen nur zu den Gattungen Mimardaris und Metardaris.

## Arten
- Ardaris eximia (Hewitson, 1871)
- Ardaris hantra (Evans, 1951) (ursprünglich Unterart von Ardaris eximia)